# 三木剛
三木剛（日语：三木 たかし，1945年1月12日—2009年5月11日），原名為渡邊匡，是近代日本流行音樂作曲家。曾於2004年起直至離世時，出任日本作曲家協會理事長一職。他有一名同樣在日本藝能界工作的妹妹渡邊順子，藝名為「黛June」。
他與作詞家荒木豐久有著長久的合作關係，兩人共同創作的歌曲不計其數，當中又以因與旅日台灣歌手鄧麗君有不少的合作而令不少人所認識。

## 生平
三木剛出生於二戰將近結束時的日本東京都，家境非常清貧，但自少對音樂有興趣，以自學方式學習音樂，曾打算以唱歌作為職業。1958年，在一次機遇下遇見了作曲家船村徹，並得以收為徒弟，正式踏入作曲事業。第二年再跟隨小野滿學習。
首隻推出市場的作品是1967年為泉明（泉アキ）而創作的「恋はハートで」，是作詞家中西禮推薦三木剛為其寫的詞作曲。1968年，他又為妹妹黛June所寫的「夕月」錄得了66萬張的銷售量，並在Oricon銷售榜排行第2，自此便打響了名堂。1969年．憑森山良子的「誰能禁止我的愛」（禁じられた恋）成為了他首隻能在NHK紅白歌合戰中演出的作品。
80年代中期，與荒木豐久為當時回日復出的鄧麗君寫下了多首經典的作品，包括「償還」（つぐない）、「愛人」、「任時光從身邊流逝」（時の流れに身をまかせ）等，因而令鄧麗君於1984年至86年期間連續三年囊括日本兩大音樂頒獎禮大獎。他的成就到達了最高點。
2005年與荒木豐久同共獲得紫綬褒章。2006年，被驗出患有喉癌，因而要將部份聲帶切去，從此不能再說話，雖然需要長時期休養，但仍然抽空處理日本作曲家協會的事務，但作曲量則明顯地減少。2009年1月13日與黛June出席「NHK歌謠音樂會」．為他生前最後一個公開演出活動。5月11日因病於岡山市醫院內離世，享年64歲。

## 外部連結
- 日本「四季劇團」有關三木剛的唁聞及其創作的作品列表。（日文）